# Autoba indefinita
Autoba indefinita là một loài bướm đêm trong họ Erebidae.